# ブラッシカ・ラパ
ブラッシカ・ラパ（学名: Brassica rapa）は、アブラナ科アブラナ属の野草で、多様な栽培植物の原種と考えられている。特に命名されておらず、学名をそのまま読んで表記される。
古代から西アジアから北ヨーロッパの大麦畑に生える雑草で、古代、農耕文化が伝播すると共に、作物の種子に紛れて移動したと考えられている。
成長が早いなど、特徴のある株をウィスコンシン大学マディソン校が選抜育種し、「ファストプランツ」の名で教材用に販売されている。播種から2週間で開花し、35 - 40日で種子が採取できる。

## 変種
アブラナ属の植物は交雑しやすい特色を持ち、変種が多い。とりわけラパは数多く、野菜として利用されているものが多い。学名アルファベット順。ただし学名には混乱が多いため注意が必要。
- B. rapa var. amplexicaulis - ハナナ（wikidata）（山東菜）
- B. rapa var. chinensis - チンゲンサイ（シャクシナ、タイサイ）
- B. rapa var. glabra Regel - カブ（アジア系）、テンノウジカブラ
- B. rapa var. hakabura - ノザワナ
- B. rapa var. laciniifolia (L.H.Bailey) Kitam. - ミズナ、
  - B. rapa subvar. oblanceolata Kitam. - ミブナ
- B. rapa var. narinosa - タアサイ（英: Tatsoi、日: 塌菜）
- B. rapa var. nippo-oleifera (Makino) Kitam. - アブラナ
- B. rapa var. pekinensis (Lour.) Hanelt - ハクサイ
- B. rapa var. perviridis L.H.Bailey - コマツナ
- B. rapa var. purpurea - コウサイタイ（中国語版）
- B. rapa var. rapa L. - カブ（ヨーロッパ系）
- B. rapa var. toona Kitam. - ミカワシマナ
  - B. rapa subvar. hiroshimana Kitam. - ヒロシマナ
  - B. rapa subvar. osakana Kitam. - オオサカナ
- B. rapa var. utilis (syn. B. rapa var. parachinensis) - サイシン

## シノニム
- B. campestris L. - アブラナにつけられたもの
  - B. campestris subsp. campestris
  - B. campestris var. chinensis Ito - チンゲンサイにつけられたもの
  - B. campestris var. narinosa - タアサイにつけられたもの
- B. chinensis L. - チンゲンサイにつけられたもの
- B. japonica Sieb. - ミズナにつけられたもの
- B. parachinensis L.H.Bailey - サイシンにつけられたもの
- B. pekinensis Rupr. - ハクサイにつけられたもの
- B. perviridis (L.H.Bailey) L.H.Bailey - コマツナにつけられたもの
- B. pe-tsai Bailey - ハクサイにつけられたもの
- Sinapis pekinensis  Lour. - ハクサイにつけられたもの